# Mas de la Torre (la Roca del Vallès)
El Mas de la Torre és una masia de la Roca del Vallès protegida com a bé cultural d'interès local.

## Descripció
L'edifici és de planta rectangular, de baixos més pis i golfa. Davant de la casa hi ha un pati format per diferents cossos afegits en molt bon estat (possible utilització com a cavallerisses, en el seu origen). A la façana sud-oest hi ha una torre de vigilància.
La teulada és de doble vessant, amb ràfec a la catalana. Hi ha pedres angulars a les cantonades. Les finestres tenen llinda de pedra, i les de la torre són protegides per reixes de forja amb volum, que sobresurt del marc. Hi ha un rellotge de sol a la façana principal.

## Història
El Mas de la Torre era conegut al segle xvi com la Torre d'en Bruniquer, i abans s'havia anomenat Torre del Far.